# Phare Akra Pláka
Le phare Akra Pláka, également appelé phare Plaka est situé au cap Plaka, au nord du village Pláka, au nord-est de l'île Lemnos en Grèce. Il est achevé en 1912.

## Caractéristiques
Le phare est une tour cylindrique de pierre dont la lanterne est blanche tandis que le dôme de la lanterne est de couleur verte. Il s'élève à 55 mètres au-dessus de la mer Égée.

## Codes internationaux
- ARLHS[2] : GRE-107
- NGA : 16920
- Admiralty[3] : E 4572

## Source
(en) [PDF] List of lights radio aids and fog signals - 2011 - The west coasts of Europe and Africa, the mediterranean sea, black sea an Azovskoye more (sea of Azov) (la liste des phares de l'Europe, selon la National Geospatial - Intelligence Agency)- Version 2011 - National Geospatial - Intelligence Agency - p. 297

## Lien connexe
Lemnos